# Mastigophora cupressina
Mastigophora cupressina là một loài rêu tản trong họ Mastigophoraceae. Loài này được (Sw.) Trevis. miêu tả khoa học lần đầu tiên năm 1877.